# Saint John Figtree
Saint John Figtree ist eines der 14 Parishes der Inselgruppe St. Kitts und Nevis. Es liegt auf der Insel Nevis und hat eine Landfläche von 21,7 km². Die Hauptstadt ist Fig Tree. Im Jahr 2022 wurden 4416 Einwohner gezählt.